# Barbara Zdrojewska
Barbara Grażyna Zdrojewska z domu Mietelska (ur. 30 maja 1960 w Legnicy) – polska polityk, działaczka samorządowa i kulturoznawczyni, przewodnicząca Rady Miejskiej Wrocławia (2006–2009) oraz Sejmiku Województwa Dolnośląskiego (2014–2015), senator IX, X i XI kadencji.

## Życiorys
Ukończyła kulturoznawstwo na Uniwersytecie Wrocławskim. Działała w Niezależnym Zrzeszeniu Studentów, należała również do „Solidarności”. Była współprowadzącą wrocławską Galerię Związku Polskich Artystów Plastyków na Solnym, została później prezesem Dolnośląskiej Zachęty Sztuk Pięknych.
W 2002 i 2006 uzyskiwała mandat radnej Wrocławia (z listy odpowiednio komitetu Rafała Dutkiewicza i Platformy Obywatelskiej). W 2006 objęła stanowisko przewodniczącej rady miasta V kadencji, została odwołana w 2009. W wyborach samorządowych w 2010 z listy PO wybrano ją do sejmiku dolnośląskiego IV kadencji.
12 lutego 2014 wybrana na przewodniczącą sejmiku dolnośląskiego IV kadencji. W wyborach w 2014 ponownie uzyskała mandat radnej województwa, 15 grudnia powierzono jej ponownie funkcję przewodniczącej sejmiku na okres V kadencji.
W wyborach w 2015 z ramienia PO wystartowała do Senatu w okręgu nr 7. Uzyskała mandat senatora IX kadencji, otrzymując 63 110 głosów. W 2019 została wybrana na kolejną kadencję Senatu, otrzymując 122 071 głosów w okręgu nr 8. Objęła funkcję przewodniczącej Komisji Kultury i Środków Przekazu. W 2023 po raz trzeci z rzędu została wybrana do wyższej izby polskiego parlamentu, zdobywając 136 168 głosów.

## Wyniki w wyborach ogólnopolskich
| Wybory | Komitet wyborczy  | Komitet wyborczy      | Organ             | Okręg | Wynik            |
| ------ | ----------------- | --------------------- | ----------------- | ----- | ---------------- |
| 2015   |                   | Platforma Obywatelska | Senat IX kadencji | nr 7  | 63 110 (44,69%)  |
| 2019   |                   | Koalicja Obywatelska  | Senat X kadencji  | nr 8  | 122 071 (65,64%) |
| 2023   | Senat XI kadencji | Koalicja Obywatelska  | 136 168 (62,09%)  | nr 8  |                  |

## Odznaczenia
- Złoty Krzyż Zasługi (2015)[14][15]

## Życie prywatne
Córka Marka i Zofii. Zamężna z politykiem Bogdanem Zdrojewskim, ma dwoje dzieci.